# Costibite
La costibite è un minerale appartenente al gruppo della löllingite.